# MÁV 374 sorozat
A MÁV V. osztályú, később 374 sorozatú mozdonyai a MÁV első mellékvonali gőzmozdonysorozat volt. 1870 és 1898 között gyártotta a Sigl, a Wr. Neustadt, a Mödling, a budapesti MÁV Gépgyár és az aradi Weitzer. A típusból a Magyar Keleti Vasúttársaság (MKV), a Bátaszék-Dombóvár-Zákányi (Duna-Drávai) Vasút (DDV), a Magyar Északkeleti Vasúttársaság (MÉKV) és a Torontáli HÉV (Thév) is beszerzett több példányt, melyek a Thév mozdonyai kivételével szintén a MÁV állagába kerültek.

## Története
A növekvő utasforgalom kiszolgálására a MÁV-nak az 1870-es évekre a másodrangú vonalain is mozdonyokra volt szüksége. A vonalak részére szükséges könnyebb mozdonyok megtervezésére és megépítésére a megbízást a Magyar kir. Államvasutak mozdonyait csaknem kizárólagosan szállító bécsújhelyi Sigl gyár kapta meg. A gyár az addigi tapasztalatok alapján a másodrangú mozdonyok szabványos alakjául a háromcsatlós szerkocsis mozdonyokat választotta, valószínűleg azért, hogy a 8,5 tonnára korlátozott tengelynyomással is minél erősebb mozdonyokat készíthessenek a másodrangú pályákra. A szerkocsis mozdonyok nagy előnye ugyanis a szertartályosokhoz képest, hogy tengelynyomásaik és adhézió-vonóerejük üzem közben nem változik meg és kazánjuk méreteit az üzemanyagkészlet nem korlátozza.
A másodrangú pályákon hosszú ideig gazdasági okokból a személy- és teherszállítást egymástól elválasztani nem lehetett, holott a vegyes üzem aránylag nagy teljesítményű mozdonyokat követelt. Hogy a kisebb tengelynyomások ellenére is a mozdonyok lehetőleg nagy teljesítőképességűek legyenek, a tapadósúly maximális kihasználására a C tengelyelrendezést választották.
A típusból, mely a MÁV első saját rendelésű mellékvonali mozdonya, 21 darabot szerzett be, a következő pályaszámokkal: 35–36,  49–51,  54–55,  73–75, 99–100, 130–135 (SigI)  és 142–144 (MLWB). A magánvasutak államosítása után a MÁV állagába a következő pályaszámokkal kerültek mozdonyaik: MKV: 201–204 (Sigl), DDV: 539– 550 (Sigl és MLWB), MÉKV: 841–849 (Sigl és MÁV Gépgyár), Thév: 5047–5050 (Weitzer).
Ugyanilyen mozdonyokat szerzett még be  az Arad-Körösvölgyi Vasút  - AKV -  (MÁV Gépgyár és MLWB) és az Arad-Csanád Egyesült Vasutak – ACsEV -  (Lf. v. Sigl.) 
A  Lf v. Sigi és a MÁV Gépgyár a típust Klein-féle szikrafogós kéménnyel szállította; utóbbi még egy második, kisebb gőzdómot is alkalmazott a harmadik kazánövön.
1874-től  az V osztály 5001–5046 pályaszám csoportba sorolt gépek nagy részét a MÁV az 1880-as években hosszabbított füstszekrénnyel látta el. A Thév részére az aradi Weitzer gyár 1898-ban négy dh V. oszt. mozdonyt szállított, már hosszú füstszekrénnyel. A hév MÁV kezelésbe vétele után ezek az 5047–5050 psz. csoportba kerültek, végül ugyancsak a 374 sorozatba. Ilyen gépeket szállított a Weitzer gyár is az ACsEV részére.

## Szerkezete
Az V. osztályú mozdonyok "C" jellegű háromcsatlós mozdonyok, amelyek külsejüket és általános elrendezésüket tekintve, megegyeznek a III. és IIIa. osztályú háromcsatlós fővonali mozdonyokkal. Mindhárom tengelyük a hosszkazánt támasztja alá, melyek közül a gépezet a középső tengelyt forgatja. Kerékátmérőjük a másodrangú vonalak kisebb sebességének megfelelően 1180 mm, merev tengelytávotságuk pedig 3,0 méter. Gőzhengereik és tűzszekrényük itt is "túllógó" tömegek, ami azonban, csak nagyobb sebességeknél okoznának futási problémákat ami az akkori vegyesvonati üzemben nem fordult elő.

### Keret, futómű
A keret külső elrendezésű kettős lemezű hossztartókkal készült, amelyekbe a tengelyek Hall-rendszerű forgattyúkkal vannak beágyazva. A tengelyágytokok húzóékkel utánállíthatóak. A tengelyágytokokra felülről támaszkodó hordrugók közül mindkét oldalon a második és harmadik hordrugó közé egy-egy kiegyenlítő himbát iktattak be. A tengelyek nyomása a 8,5 tonnát alig haladja meg, a mozdony szolgálati súlya 25,77 tonna.

### Kazán
Az V. osztályú mozdonyok Crampton-rendszerű mennyezettartós kazánjának felépítése megegyezik a III. és a IIIa. osztályú mozdonyok gőzkazánjaival, természetesen a jóval kisebb teljesítménynek megfelelően azokénál lényegesen kisebbek. Rostély- és fűtőfelületének nagysága körülbelül félakkora, mint az említett két fővonali gépeké. A fűtőfelület:rostélyfelület arány H : R = 65,47 : 0,84 = 79 kissé túlméretezett.
Később a mödlingi mozdonygyár az ott készült V. osztályú mozdonyok kazánjának méreteit némileg módosította, a rostély felületét 0,84 m²-ről 1,0 m²-re változtatta, a tűzcsöveket 100 mm-rel meghosszabbítva a fűtőfelületet 67,20 m²-re növelte. A kazán teljesítménye a méretek módosításával mintegy 19%-kal emelkedett. A Sigl-féle bécsújhelyi és a mödlingi lokomotívgyárakban készült kazánok méreteinek különbségét a táblázat tartalmazza.
A mödlingi kazánok űrtartalma nagyobb méreteik ellenére a Sigl-féle kazánok űrtartalmánál valamivel kisebb, mert az állókazán előbbieknél simán csatlakozik a hosszkazánhoz, míg a Sigl-féléknél a csatlakozás golyvafalas és az állókazán fedéllemeze magasított.
1875-ben a Budapesti állami Gépgyár is készített három darab V. osztályú mozdonyt a Magyar Északkeleti Vasút részére, amelyek 1890-ben szintén a MÁV birtokába kerültek. Ezek a mozdonyok azonban már szabványos Becker-rendszerű kazánnal készültek, mennyezetcsavaros tűzszekrényfedéllel és a harmadik kazánövön második gőzdómmal, amelyre a második rugómérleges biztonsági szelepet szerelték.
A kazán méreteinek növelése a mozdony szolgálati súlyát 25,77 tonnáról csupán 25,99 tonnára változtatta meg. A hosszkazánhoz csatlakozó füstszekrény eredeti hosszúsága 741 mm volt, s abba helyezték el a segédfúvót, a füstszekrénylocsolót és a kifúvófejet, valamint a síkszitás szikrafogó berendezést is. Néhány V. osztályú mozdony füstszekrényét a nyolcvanas évek folyamán amerikai rendszerűvé építették át, így teljes hosszúságuk 1700 mm lett. A füstszekrényre hengeres öntöttvas kémény került. A Budapesti Állami Gépgyárban épült V. osztályú mozdonyok Klein-féle kéménnyel készültek és ezek szikrafogóját a kéménybe helyezték. A füstszekrényen elöl szabványos kétszárnyú ajtó volt.

### Gépezet
Az mozdony gépezete két darab, a keret elejének oldalára szerelt ikerműködésű gőzhenger. A gőzhengerekhez tartozó tolattyúszekrények a kereten belül vannak és tolattyútükreik a gözhengerek tengetyvonalaival párhuzamosak. A gőzelosztást végző egyszerű kagylós tolattyúkat keresztezett rudazatos Stephenson vezérművek mozgatják. A gépezeti vonóerő az adhézió-vonóerőnél kisebb, indításoknál a kerekek megcsúszásával nem kell számolni.

### Szerkocsi
A mozdonyokhoz a szükséges víz- és szén tárolására kéttengelyes szerkocsi tartozik, amelynek önsúlya kiszereletlen állapotban 9,7 tonna. Vízszekrényének űrtartalma 6,0 m³ és széntartója 4,2 tonna szénnel szerelhető ki, így a szerkacsi szolgálati súlya 19,3 tonna. A mozdony és a szerkocsi szélső együttes tengelytávolsága 8093 mm.

### Segédberendezések
A mozdonyokat csupán kézifékkel szerelték fel, amellyel a szerkocsi mindkét kerékpárját fékezték, folytatólagos féket azonban, - amellyel a vonatszerelvényt is fékezhették volna, - még később sem szereltek rájuk. Csupán az aradi Weitzer-gyárban a. THÉV.-nek 1898-1899-ben készült négy darab V. osztályú mozdonyára szereltek közönséges Hardy-féle légűrféket, mert ezek a mozdonyok személyszállító vonatokat továbbitattak. Az egész sorozatot egyébként bajor-rendszerű gözfűtési berendezéssel is ellátták.